# 白韞六
白韞六，GBS，IDSM，JP（1955年12月28日—），祖籍福建泉州安溪，現任廉政公署特別顧問，曾於2008年4月初至2011年3月末出任香港入境事務處處長，於退休後短暫擔任香港足球總會獨立董事，再於2012年6月28日獲得任命為廉政專員，於同年7月1日出任至2022年6月30日。

## 簡歷
白韞六早年就讀蘇浙小學幼稚園（1959年入讀上午班）、蘇浙小學（1961年入讀小一），後於1973年在香港培正中學完成中六預科課程（1967年入讀中一），1977年於香港中文大學聯合書院生物化學系畢業（二級榮譽），於1978年4月投考加入人民入境事務處，任職入境事務主任，於1984年8月獲晉升為高級入境事務主任，於1991年12月獲晉升為總入境事務主任。於1991年至1992年，往美國加州大學柏克萊分校修讀公共政策課程。於1995年10月，獲晉升為助理首席入境事務主任，於1996年至1997年被借調至保安科出任助理保安司。於2000年6月，獲晉升為首席入境事務主任。於2001年遠赴英國皇家國防學院進修，獲得倫敦大學英皇學院頒授國際關係碩士學位，於2004年6月，升任入境事務處助理處長（管理及支援），於2006年9月，升任入境事務處副處長，於2008年4月7日接替屆齡退休的黎棟國任入境事務處處長至2011年3月28日屆齡退休。
由2011年6月起，白韞六成為香港足球總會3位獨立董事之一。

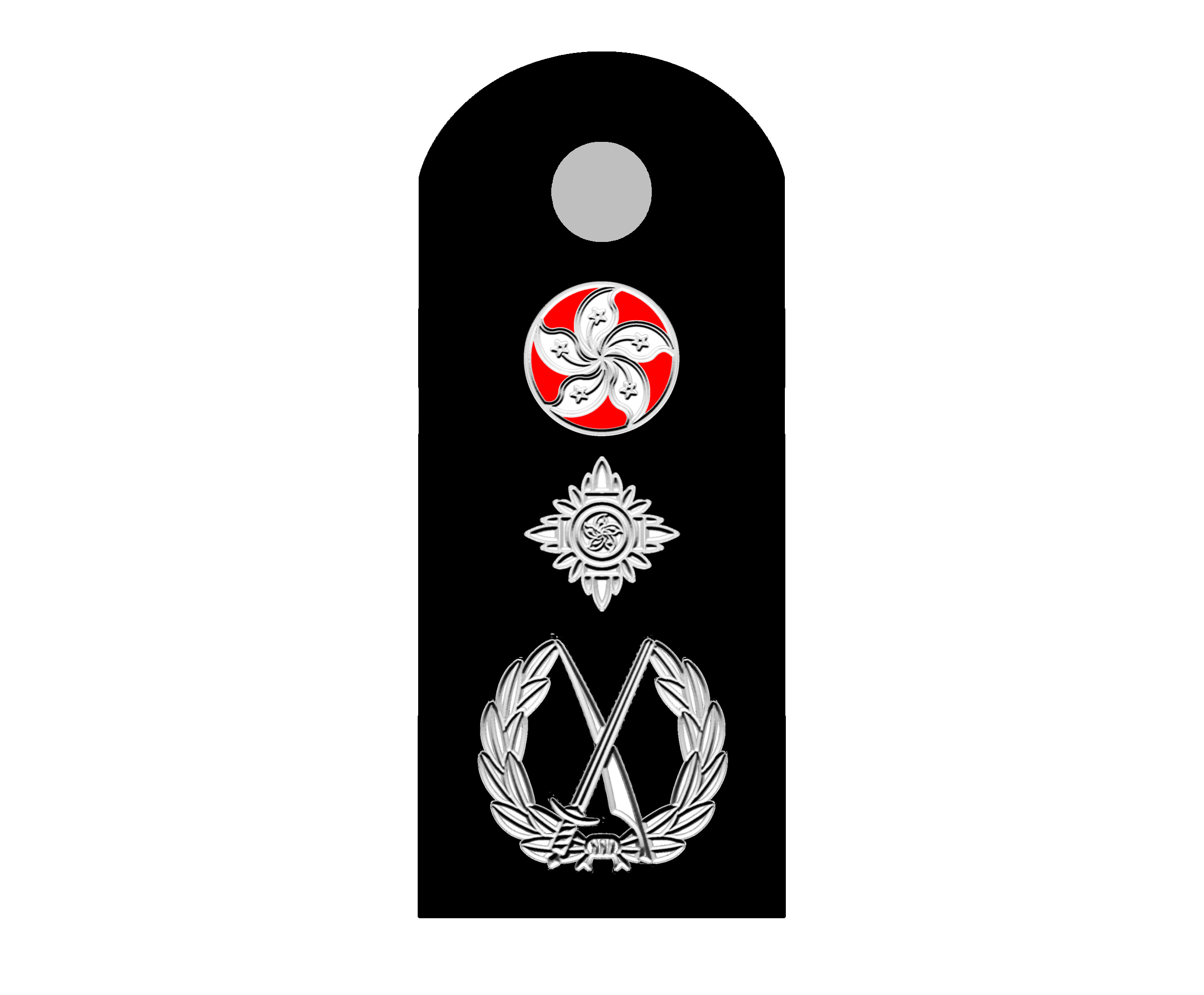
入境事務處處長肩章

2012年6月28日，中國國務院任命白韞六為廉政專員，成為香港回歸後，第4任入境事務處處長獲得升任至更高職位的人員。同年7月1日，白韞六履新。7月3日，白韞六首次以廉政專員身份會見香港傳媒。同年9月13日，白韞六率領團隊展開在北京的官式訪問，先後拜訪了最高人民檢察院檢察長曹建明及監察部的官員，及交流了香港及中國大陸兩地的廉政建設的最新發展，並且探討了雙方日後加強交流與合作。訪問期間，白韞六亦先後拜會了國務院港澳事務辦公室及中國社會科學院，並且與中國大陸的學者會面，就兩地的廉政發展交流意見。
2022年1月5日，白韞六當選國際反貪局聯合會 （页面存档备份，存于）主席。他期望聯合會能成為國際反貪合作的焦點，並在世界反貪事業中擔當核心角色。
2022年1月6日，被媒體發現他在同月3日出席了由港區人大、前海管理局香港事務聯絡官洪為民舉行的生日會，翌日被衞生防護中心安排，入住竹篙灣檢疫中心隔離。同日發表聲明稱就個人行為對防疫工作帶來額外負擔，衷心向中央政府、行政長官、廉政公署同事及全港市民鄭重致歉。
2022年9月1日，白韞六獲任命為廉政公署特別顧問。

## 爭議
香港舉辦2008年夏季奧林匹克運動會馬術比賽前夕，白韞六透露接獲情報指出，馬術項目或會受到恐怖襲擊，將會「破壞奧運馬術比賽順利進行」。此番言論被發表後，惹來了香港人權監察及香港政黨炮轟，批評他藉著恐怖份子為理由，拒絕示威者入境。當年，香港政府強烈否認有此情報，令到白韞六難以去澄清。直至2011年，維基解密證實當時確有情報顯示香港有機會被恐怖襲擊，為白韞六平反。
白韞六擔任入境事務處處長任內，多次民運人士被拒絕入境事件，包括國殤之柱創作人高志活、民運領袖項小吉；2010年1月，6名神韻成員；同年6月，新民主女神像創作人陳維明；2011年1月尾，前學運領袖王丹、吾爾開希和王超華等人申請來訪香港出席支聯會已故主席司徒華的喪禮，均被拒絕入境。
白韞六候任廉政專員時不避嫌與正被投訴選舉時作虛假陳述的候任特首梁振英商討新政府政策。人權監察擔心廉署在其掌管下，只會配合政府及中央的政治利益和需要行動，淪為政治工具。
2022年1月，妄顧疫情發生第五波的可能性，與其他高官及議員輕視防疫安全繼續參加一個不跟足政府防疫指引（賓客進食以外時間除口罩、除口罩離檯交際唱歌和多人涉嫌沒掃安心出行入餐廳等等）。多名人士涉「知法犯法」令廢柴特首林鄭月娥表示非常失望。因曾到訪有新型冠狀病毒確診者出席的洪為民生日派對場合而被送到竹篙灣檢疫中心隔離21天，後因有涉事者為假陽性而被提早釋放。。

## 軼事
2008年12月4日，白韞六以聯合書院校友的身份出席2007-2008年度聯合書院畢業典禮，作为毕业礼主礼嘉宾。他在講話中憶述當年毕业后步入商界，於10个月后投考加入人民入境事務處成為入境事務主任。当年正值中国改革开放初始，當時他被派遣到只有一间小屋建筑的罗湖口岸，負責領導10多名下屬。他親眼見證从罗湖来香港的人流愈来愈多，还要另外调派人手处理偷渡人潮，工作量和压力均十分大。最令他难忘的是因為工作繁重，於除夕要在罗湖入境事务处留宿，直至年初一清晨4时半繼續工作。

## 外部連結
- GovHK 香港政府一站通：廉政專員 白韞六
- 白韞六按舊制度 55歲退休陳國基下周掌入境處 （页面存档备份，存于）

| 官衔          | 官衔                                 | 官衔          |
| ------------- | ------------------------------------ | ------------- |
| 前任： 湯顯明 | 廉政專員 2012年7月1日－2022年6月30日 | 繼任： 胡英明 |
| 政府职务      |                                      |               |
| 前任： 黎棟國 | 入境事務處處長 2008年－2011年        | 繼任： 陳國基 |